# Antonio Pinto Salinas
Antonio Pinto Salinas (Santa Cruz de Mora, Mérida, 6 de enero de 1915-carretera San Juan de los Morros, Guárico, 11 de junio de 1953) fue un poeta y político venezolano, dirigente y secretario general del partido Acción Democrática en la clandestinidad. Fue asesinado por la Dirección de Seguridad Nacional en la lucha clandestina contra la dictadura militar de Marcos Pérez Jiménez.

## Orígenes
Antonio Pinto Salinas nació en la cordillera andina, en el fundo rural de su familia, muy cerca de Santa Cruz de Mora, Distrito Tovar del estado Mérida. Su familia eran campesinos, quienes con mucho sacrificio habían logrado adquirir una finca cafetera llamada Cumbre de Pinto, donde transcurrieron sus primeros años. Al terminar la escuela con excelentes notas ingresa al Seminario Diocesano de Mérida donde cursa dos años, después en Caracas y en Pamplona, Colombia. Al obtener el diploma de Bachiller en Filosofía, la Iglesia lo selecciona por sus altas notas a estudiar Teología en el Colegio Pío Latino de Roma. Sin embargo, inicia un proceso de duda y contradicciones pues despierta en él un fuerte deseo de ayudar al prójimo y una sensibilidad social por la situación que vivía la Venezuela semirrural de su época. A la muerte del dictador Juan Vicente Gómez, Antonio forma parte de la juventud venezolana que anhela aires de libertad y democracia.

## Inicios en la política
Antonio Pinto Salinas emprende la vida de estudiante nuevamente pero lo hace en Bogotá donde tenía mejores posibilidades; regresa  a Venezuela en 1939, en el momento en que las organizaciones políticas están siendo prohibidas y perseguidas. Pinto Salinas decide incorporarse al Partido Democrático Nacional, pues con su programa nacionalista, antiimperialista y antifeudal se identifica plenamente. Cuando este movimiento evoluciona hacia el partido Acción Democrática, Antonio Pinto es uno de los organizadores y un cuadro del colectivo. En 1941, Antonio estudia Economía en la Universidad Central de Venezuela, escribe poemas y cumple funciones de líder popular apoyado en sus dotes como periodista.

## Activismo en la clandestinidad
En 1943, gana el concurso nacional promovido por el semanario Fantoches con un trabajo titulado Se nos murió Gumersindo. Antonio participa en el golpe de Estado de 1945 contra el general Isaías Medina Angarita. Se consolida en el Gobierno de Rómulo Gallegos, pero cuando este cae, pasa a integrar el primer comité clandestino que organiza Acción Democrática. Estando solicitado, es el orador en el Cementerio General del Sur, ante los restos del comandante Mario Ricardo Vargas en 1950. En ese momento es detenido por funcionarios de la dirección de Seguridad Nacional quienes lo expulsan hacia Ecuador, donde primero se instala en Quito y luego en Guayaquil, integrando los comités en el exilio de los socialdemócratas venezolanos. Angustiado por la situación de su partido AD en su país, regresa clandestinamente en mayo de 1951, y pasa a Falcón a formar células y grupos a través de su gestión de periodismo y activismo político. Posteriormente pasa al centro del país y a Caracas. 
A la muerte de Cástor Nieves Ríos y de Leonardo Ruiz Pineda, Alberto Carnevali pasa a asumir la Secretaría General de AD. En estos meses, Antonio mantiene estrechas relaciones con Wilfrido Omaña quien va a caer asesinado por la SN en febrero de 1953. A la muerte de Carnevali, es Antonio quien lleva el peso de la Secretaría General del partido, por eso se acentúa la persecución de la dictadura contra él.

## Muerte
La dirección clandestina decide sacarlo de Venezuela para salvar su vida. La ruta sería hacia Oriente, embarcarlo en Güiria hacia la colonia británica de isla de Trinidad para hacerlo llegar a Costa Rica donde se reuniría con los demás compañeros del exilio. Sin embargo, un militante de AD infiltrado, se dirige a la Seguridad Nacional y le entrega los detalles del escape a Pedro Estrada. Este militante, Gustavo Mascareño le da ruta, placa del vehículo, nombre de los acompañantes, todo lo necesario para que Pinto Salinas fuera detenido, como en efecto ocurre, en horas del mediodía del 10 de junio de 1953, en la alcabala de Pariaguán, estado Anzoátegui, estaba esperándolo una brigada de la una comisión de la dirección de Seguridad Nacional integrada por Isidro Marrero Méndez, Braulio Barreto, Rodolfo Montiel, Ángel Roberto Díaz y Luis Castillo Lozada quienes lo llevan a las oficinas de la SN en El Tigre. Desde allí fueron retornados a Caracas. Al pasar por Valle de La Pascua, en horas de la noche, fue separado de sus dos acompañantes. A la 1:30 de la madrugada del 11 de junio, emprenden de nuevo el viaje hacia Caracas, pero llegando a San Juan de los Morros, el 11 de junio, y en plena carretera el vehículo se estaciona por órdenes del agente Isidro Marrero Méndez, salen hacia los arbustos al margen de la carretera y le disparan una ráfaga de ametralladora, Braulio Barreto por instrucciones de Pedro Estrada le da el tiro de gracia, estando esposado con las manos hacia atrás. Posteriormente, Braulio Barreto se dispara a sí mismo en la pierna con el fin de simular un enfrentamiento. Antonio Pinto Salinas tenía 38 años.  
A Pinto Salinas va a sucederle Eligio Anzola Anzola como secretario general de Acción Democrática que se mantendrá en la clandestinidad hasta el 23 de enero de 1958 cuando es derrocado el general Marcos Pérez Jiménez. El gobierno interino de Wolfgang Larrazábal ordenó la reapertura del caso del asesinato de Antonio Pinto Salinas en 1958.